# 恵山青年駅
恵山青年駅（ヘサンチョンニョンえき、朝: 혜산청년역）は、両江道恵山市春洞にある、朝鮮民主主義人民共和国鉄道省清津鉄道総局に属する、北部内陸線および白頭山青年線の鉄道駅である。

## 概要
北部内陸線と白頭山青年線とでは、進行方向が異なり、北部内陸線は当駅を起点に、白頭山青年線は、当駅を終点とする。

## 周辺
鴨緑江とは、直線距離にして約500m。
標高は、約687mに位置する。

## 駅の役割
隣の渭淵青年駅で白頭山青年線から三池淵線が分岐していて、三線の乗換駅となっている。慈江道や両江道西部へは北部内陸線、両江道東部や咸鏡北道へは白頭山青年線、白頭山観光の拠点である三池淵市へは三池淵線が通じていて基幹駅となっている。
当局によって路線の改良がなされている。

## 路線
朝鮮総督府官報には、吉州青年駅起点（現：白頭山青年線）141.7kmとなっているが、朝鮮郷土大百科には、141.6kmと記載されており、複線化によって、多少縮んだと考えられている。
- 満浦恵山青年線満浦起点：249.2km
- 白頭山青年線吉州起点：141.6km

## 事件・事故
当駅付近では、苦難の行軍時代の時に、「買い出しに来た母と娘のうち、安全員の制止も振り切って飛び乗ろうとした母親を蹴飛ばして、ホームとの間で轢き殺される」という無残な事件の現場にもなってしまった駅である。

## 本数
2002年時点での急行列車の本数である。
当時は、毎日、平壌間の旅客列車が発着していたが、2020年代はおいては週1本程度となっている。
| 列車名 | 出発時刻 | 行き先   | 備考     |
| ------ | -------- | -------- | -------- |
| 2列車  | 17:10    | 平壌駅   | 夜行列車 |
| 4列車  | 11:00    | 西平壌駅 | 夜行列車 |

| 列車名  | 到着時間 | 発駅     | 備考     |
| ------- | -------- | -------- | -------- |
| 101列車 | 11:23    | 平壌駅   | 夜行列車 |
| 3列車   | 20:15    | 西平壌駅 | 夜行列車 |

2002年時点での準急行列車の本数である。
| 列車名       | 出発時刻 | 行き先     | 備考 |
| ------------ | -------- | ---------- | ---- |
| 102列車      | 15:57    | 吉州青年駅 |      |
| 108〜111列車 | 6:17     | 海州青年駅 |      |

| 列車名       | 到着時間 | 発駅       | 備考     |
| ------------ | -------- | ---------- | -------- |
| 101列車      | 12:34    | 吉州青年駅 |          |
| 104〜107列車 | 4:35     | 海州青年駅 | 夜行列車 |